# Sarolta (opera)
A Sarolta Erkel Ferenc háromfelvonásos vígoperája. Szövegkönyvét Czanyuga József írta. Ősbemutatójára 1862. június 26-án került sor a pesti Nemzeti Színházban.

## A mű keletkezése

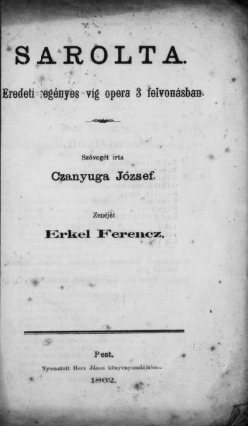
A szöveg első kiadásának címoldala

A Sarolta Erkel Ferenc egyetlen vígoperája. Témája szerint az álruhás király és az egyszerű lány, na meg ennek kedvese történetét dolgozza fel. A témaválasztás meglepő, mert ezt mindössze egy évvel megelőzően mutatta be a Nemzeti Színház Mosonyi Mihály Szép Ilon című operáját, ami Vörösmarty Mihály Szép Ilonka-történetét dolgozta fel (a szövegkönyvet Fekete Mihály írta), és a történet bizony nagyon hasonló. Nem véletlen, hogy Mosonyi és köre heves támadást indított emiatt Erkel ellen. Egy magyarázat lehet Erkel választására: a Bánk bán után – kikapcsolódásként – talán szüksége volt egy könnyedebb témára.
Erkel vígoperájának – meglehetősen silányra sikeredett – szövegkönyvét Czanyuga József írta – Brassai Sámuel minden ellenkezése ellenére. Erkel szokatlanul rövid idő alatt készült el a komponálással, könnyen lehet, hogy már a Bánk bán alatt is foglalkozott vele. Az opera mindössze 16 hónappal a Bánk bán után bemutatásra készen állt.

## Szereplők
| Szereplő         | Hangfekvés |
| ---------------- | ---------- |
| Sarolta          | szoprán    |
| Gyula vitéz      | bariton    |
| II. Geiza király | tenor      |
| Ordító kántor    | bariton    |
| Belus országnagy | basszus    |
| Főpap            | bariton    |

## Cselekménye
- Helyszín: Magyarország, egy falu Moson vármegyében
- Idő: 1146

### Első felvonás
Egy Moson vármegyei faluban vidám mulatságot ülnek. Megjelenik Ordító, a falu kántora, lányával Saroltával. A távolban megszólal Márton juhász furulyája. A tömeg kíváncsian kitódul, csak Ordító és a lánya maradnak. Ordító régi bánata, hogy lánya nem ment még férjhez. Fiú unokát szeretne, aki majd mesterségét továbbviszi. Sarolta bevallja, hogy ő már választott, és Gyula, a király vitéze a szerelmese. Gyula közeledik. Sarolta és az apja meghúzódva kihallgatják a vitéz szerelmes dalát. Sarolta előlép, és arra biztatja Gyulát, hogy kérjék együtt apja beleegyezését házasságukhoz. A vitéz Ordítónak is megtetszett, és beleegyezik a frigybe. Sarolta és apja távoznak. Megérkezik a király, aki arra kéri Gyulát, hogy cseréljen vele szerepet. Mikor magára marad, bevallja, hogy ő is szerelmes Saroltába. Megjelenik Sarolta, de a király hiába ostromolja, a lány hű marad választottjához. Ezt Ordító is élénken helyesli, és fitymálja a vitéze képében udvarló királyt. Belus országnagy észreveszi királya lángolását, és mindenáron meg akarja akadályozni, hogy az Sarolta közelébe férkőzzék.

### Második felvonás
Háborús üzenet érkezik, a király törvénytelen fia lerohanni készül Magyarországot. A király meglepi Saroltát, és ismét szerelmet vall neki. Ekkor Ordító is megjelenik, és szidja az álruhás királyt. Közben betoppan Gyula, és így fény derül a személycserére. Ordító becsvágyát nem lehet letörni. Az új helyzetnek megfelelően kiterveli, hogy jobb lenne, ha lánya királynővé válna. Unszolja is a lányát, hogy fogadja el a király szerelmét, de Sarolta megingathatatlanul hű marad.

### Harmadik felvonás
Az utolsó felvonás bordallal és fegyvertánccal indul, majd az álruhás király megvallja, hogy kész Gyula álnéven nőül venni Saroltát. Belus résen van, útját állja a könnyelmű násznak: aláírat egy papírt a királlyal, mely szerint Sarolta Gyula vitézhez köteles hozzámenni. Közben Ordító a lányával veszekszik, mert azt szeretné, hogy az a királyt válassza férjéül. Ekkor megérkezik Belus a király parancsával. Belus jól tudja, hogy a király Gyula képében akar Saroltával házasságot kötni, ezért gyorsan hívatja a vitézt, és összeesketi a lánnyal. Ordító még mindig azt hiszi, hogy a király a veje és az igazság csak akkor derül ki, amikor a csatából visszatér a győztes király. A csalódott, de méltóságát megőrizni akaró király gróffá üti és a mosoni végvár parancsnokának teszi meg Gyulát.

## A mű színpadra állítása, utóélete

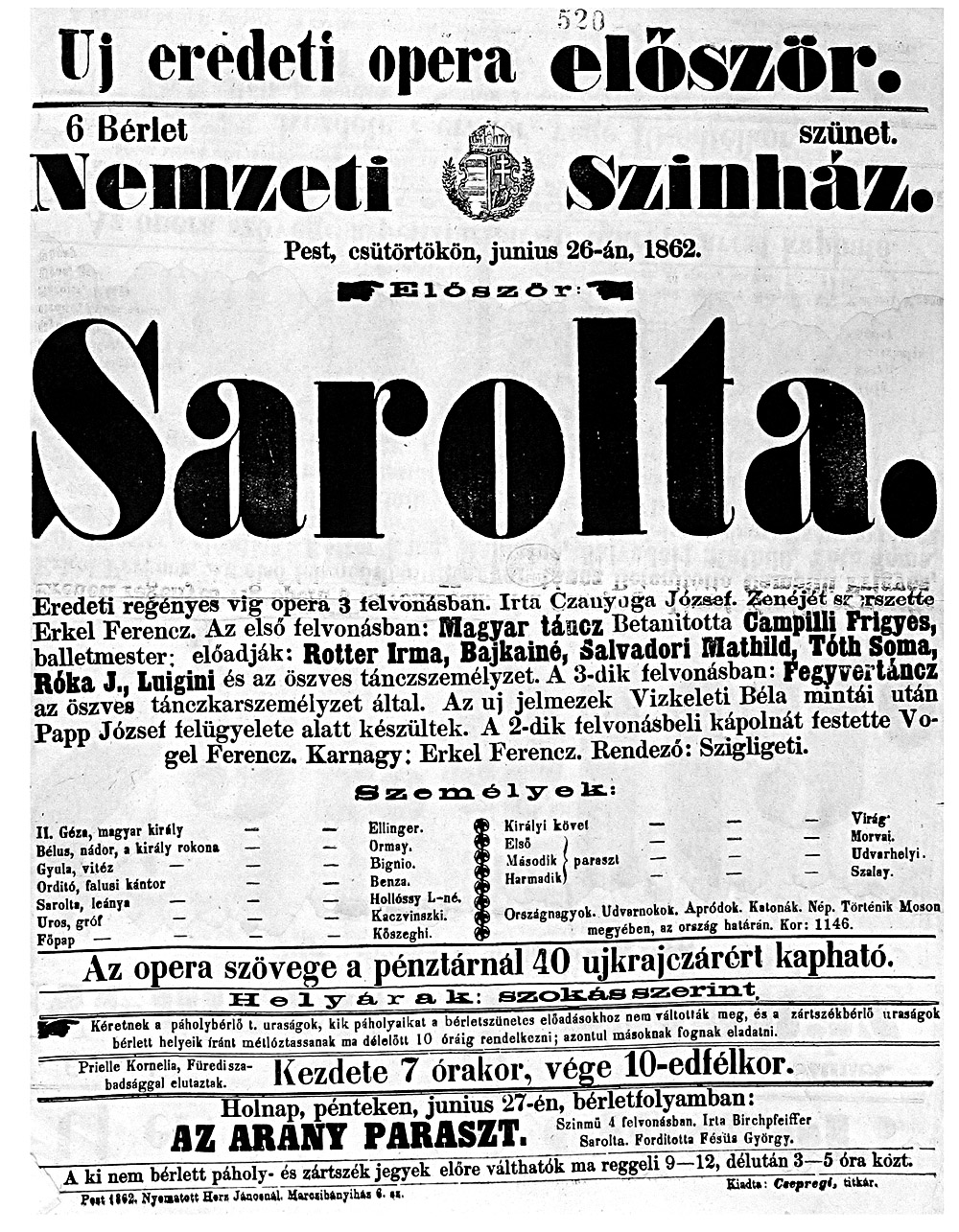
Az ősbemutató plakátja

A Saroltát 1862. június 26-án mutatták be a Nemzeti Színházban. A premieren Lonovics Kornélia (Sarolta), Bignio Lajos (Gyula), Ellinger József (Gejza), Benza Károly (Ordító) és Kőszeghy Károly (Belus) énekelte a főbb szerepeket, a darabot Szigligeti Ede rendezte és Erkel Ferenc volt a karmester.
A bemutató sikeres volt ugyan, de az opera hamar lekerült a színpadról, mert  bemutatón szereplő énekesek nagyobb része megvált a színháztól. Lehet, hogy a közönség is mást várt a Hunyadi és a Bánk után Erkeltől. A kritika véleménye eleinte nem volt kedvezőtlen, kivéve a leplezetlenül támadó, németbarát Hölgyfutárt : „Az egész operán van valami nehézkes, tapogatózó […] Az egyes részek a végtelenségig nyúlnak […] Egyik főhibája ezen dalműnek, mint többnyire Erkel minden szerzeményének, hogy irtóztató magasan van írva…” – írták július 1-jén. A mértékadó szakemberek joggal kifogásolták a szövegkönyv gyarlóságát. „A személyek - anélkül, hogy az egyik a másik felett valami előnnyel bírna - dróton járó bábok erély és akarat nélkül” – írta Bartalus István. Az opera mindazonáltal bővelkedik kitűnő számokban, mint például az előjáték, Sarolta imája, Ordító áriája, Gyula áriája és az együttesek.
Az opera mindössze hat előadást ért meg (a Mosonyi-féle Szép Ilon sem volt sikeresebb, azt is csak hatszor adták elő). 1901-ben még elővette az Operaház is,  de csak négyszer játszották el.
Legközelebb évtizedek múlva, Vaszy Viktor mutatta be 1971-ben Szegeden, és több évadon át játszották. Az átdolgozott változatban Gejza helyébe Mátyás királyt tették, nyilvánvaló utalásként Vörösmarty Szép Ilonkájára.
Újabb hosszú szünet után a Kolozsvári Magyar Opera – amely elhivatottan tűzte műsorára sorban Erkel Ferenc valamennyi operáját – 2002. július 12-én, a gyulai tavi színpadon játszotta az eredeti, „Gejzás” változatot. A szereposztásból Hary Judit (Sarolta), Hercz Péter (Ordító), Bancsov Károly (Belos) és Szabó Bálint (főpap) ismert.
A kolozsváriak 2010-ben új rendezésben mutatták be ismét a Saroltát, és ezt a kétfelvonásossá átdolgozott produkciót 2010. június 17-én a Miskolci nemzetközi operafesztiválon is bemutatták – a Nádasdy-díjas Demény Attila rendezésében. A Miskolci Nemzeti Színház Nyári színházában játszott opera főbb szerepeit Covachinschi Yolanda (Sarolta), Pataki Adorján (Mátyás király), Laczkó V. Róbert (Gyula), Sándor Árpád (Ordító), Mányoki László (Belus) és Szilágyi János (főpap) énekelték, Jankó Zsolt vezényelt.

## Külső hivatkozások
- Legány Dezső: Erkel vígoperájának bukása[halott link]